# Mori
Molveno és un municipi italià dins de la província de Trento. L'any 2012 tenia 9.672 habitants. Limita amb els municipis d'Ala, Cavedago, Arco, Brentonico, Isera, Nago-Torbole, Ronzo-Chienis i Rovereto.

## Administració
| Període | Identitat       | Partit         |
| ------- | --------------- | -------------- |
| 2010-   | Roberto Caliari | Centreesquerra |